# エドゥアルド・フェレイラ
エドゥアルド・エンリケ・フェレイラ・ペニャランダ（Eduardo Enrique Fereira Peñaranda , 2000年9月29日 - ）は、ベネズエラ・カラボボ州バレンシア出身のプロサッカー選手。プリメイラ・リーガのカーザ・ピアに所属している。ポジションはDF。

## 来歴
2017年4月9日に、国内リーグ戦のポルトゥゲーサFC戦で、16歳でプロデビュー。同年シーズンはリーグ戦24試合に出場した。
2022年7月22日、カーザ・ピアACと契約した。

## 代表歴
2017年にチリで開催された南米U-17選手権に、U-17ベネズエラ代表として出場した。